# Živlenje je kratko
A Živlenje je kratko (Az élet rövid) Barbér Irén 1998-as könyve. A könyv vendvidéki szlovén nyelvjárásban íródott, s vendvidéki történeteket és elbeszéléseket tartalmaz.

## Történetek
- Živlenje je kratko (Az élet rövid)
- "Tam ga čaka najprej v šalici kafej"
- Stara lübezen ne zridjavi
- Kusti štrikaš
- Paut do varaša
- Pogače
- Leto, gda je dosta grbanjov raslo (Az év, amelyben sok vargánya termett)
- Eden je devetnajset, té drugi pa eden menja kak dvajset (Az egyik tizenkilenc, a másik egy híján húsz)
- Mati
- Düšna vest
- Brez dela… (Munka nélkül)
- Lagvi oča
- Sveta nauč (Szenteste)
- Sto navolo ma, špot ma
- Loterija
- Takšo bi si senjati tú grozno bilau
- Nepozableni fašenek (Felejthetetlen farsang)
- črejvli (Cipők)
- Rožika (Rózsika)
- Gda sam ge mali bio (Amikor még kicsi voltam)